# CSS David
CSS „David” – okręt marynarki wojennej Skonfederowanych Stanów Ameryki z okresu wojny secesyjnej, jeden z protoplastów kutrów torpedowych.

## Budowa
Podczas wojny secesyjnej w USA, marynarka wojenna Konfederacji była znacznie słabsza od marynarki Unii i nie mogła się przeciwstawić skutecznie blokadzie morskiej skonfederowanych stanów przez Unię. Dlatego też konfederaci podejmowali próby wprowadzenia nowych środków technicznych, pozwalających na częściowe zniwelowanie przewagi. W blokowanym przez siły Unii porcie Charleston, porucznik Francis Lee prowadził prace nad niewielkimi kutrami parowymi uzbrojonymi w miny wytykowe, nazywane też wówczas „torpedami”. Pierwsza jednostka tego typu, CSS „Torch” zaatakowała pancerną fregatę USS „New Ironsides” 21 sierpnia 1863. Parowy silnik łodzi zawiódł i atak nie powiódł się, lecz mimo to kuter zdołał ujść.
Z uwagi na nagrodę 100.000 dolarów, jaka została zaoferowana przez władze Konfederacji za zatopienie „New Ironsides”, w 1863 grupa przemysłowców z Charleston zebrana przez Theodora Stoney utworzyła spółkę Southern Torpedo Company i zbudowała z prywatnych funduszy w zakładach Stoneya nad rzeką Cooper znacznie doskonalszą jednostkę, nazwaną CSS „David”.
Kadłub „Davida” miał kształt cygara, o okrągłym przekroju; większa jego część zanurzona była w wodzie, a nad powierzchnię wystawał jedynie grzbiet, z odkrytym przedziałem załogi oraz komin znajdujący się w przedniej części, przez co okręt był trudny do spostrzeżenia i trafienia. Długość wynosiła ok. 15,25 m, szerokość ok. 1,80 m. Napęd zapewniała mu niewielka maszyna parowa, poruszająca jedną śrubę, umieszczoną na końcu kadłuba. Załogę stanowiło do 4 osób, obsługujących kocioł i maszynę parową oraz ster. Uzbrojenie stanowiła mina wytykowa konstrukcji Lee przymocowana na drzewcu na dziobie.

## Użycie
W nocy 5 października 1863, CSS „David” dowodzony przez porucznika Williama T. Glassella zaatakował pancernik USS „New Ironsides” w porcie Charleston. „David” zdołał podejść na niewielką odległość do celu, kiedy został spostrzeżony przez wartownika na okręcie. Wówczas Glassell wystrzelił ze strzelby, raniąc śmiertelnie jednego z oficerów na „New Ironsides”, po czym kuter z maksymalną prędkością uderzył miną w prawą  burtę pancernika. Mina wybuchła na głębokości ok. 190 cm, lecz spowodowała jedynie niewielkie uszkodzenie pancernego okrętu. Z kolei „David” od wywołanej eksplozją oraz przechyłem „New Ironsides” fali, został częściowo zalany wodą, co wygasiło ogień pod kotłami. Kuter dryfował pod ostrzałem karabinowym marynarzy Unii i Glassell z palaczem opuścili „Davida” i dopłynęli wpław do brzegu (zostali następnie wzięci do niewoli). Jednakże, nieumiejący pływać sternik wraz z mechanikiem, który powrócił na kuter, zdołali po pewnym czasie opanować sytuację, rozpalić pod kotłami i powrócić do portu Charleston. Było to pierwsze użycie miny wytykowej w warunkach bojowych.

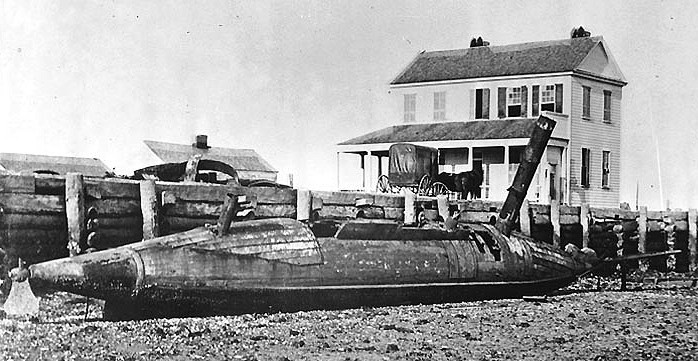
Jednostka typu David porzucona po upadku Charlestonu – widoczna śruba napędowa

"David” używany był w akcji jeszcze dwa razy: 6 marca 1864 przeciw parowcowi USS „Memphis” na rzece North Edisto i 18 kwietnia 1864 przeciw USS „Wabash” pod Charleston, lecz ataki te nie były udane.
W 1864 weszły do służby ponadto dwa kolejne okręty typu David (Torpedo Boat no. 1 i no. 2), lecz brak informacji, aby były wykorzystane bojowo. W budowie znajdowały się trzy dalsze jednostki, oraz czwarta powiększona (no. 6), lecz nie zostały dokończone z powodu upadku miasta w lutym 1865, kiedy to wpadły w ręce Unii. Pomiędzy pozostawionymi okrętami był też oryginalny CSS „David”.